# カスミン
『カスミン』（英: Mistin）は、2001年10月13日から2003年10月1日までNHK教育テレビで放送されたテレビアニメ作品、及びこれを原作とする漫画作品。

## 概要
小学4年生の少女・春野カスミが、ヘナモンという八百万（やおよろず）の妖怪達と繰り広げる奮闘と交流を暖かい視点で描いたホームドラマ&ファンタジー。NHKオリジナルアニメの第6作目である。
このアニメは2001年より放送開始された作品であるが、フルハイビジョン規格で制作されている。この当時は、民放局で放送されていたアニメがフィルム制作からデジタル制作に移行し終わったばかりの時期である。
主人公カスミ役の水橋かおりは本作がアニメ初主演作品である。

## 登場人物
ヘナモンとは、人間界にあるものや古くなったものが変化したものである。色々な姿に変化することができたり、術を使ったりと能力はヘナモンによって色々ある。

### 主要キャラクター
カスミン / 春野 カスミ（はるの カスミ）
声 - 水橋かおり
本作の主人公。科学者の両親の一人娘。10歳で小学4年生。両親はアフリカへ研究に旅立ったため、一人霞家に下宿。頑張り屋で負けず嫌いな性格で、どんな時にも「こんじょだ、こんじょ！」と気合を入れている。
仕事以外は何も当てにならない頼りない両親を持ったために、人並み外れてしっかり者の子供に育った。家事は万能で、特に料理の腕前はプロ並な所帯染みた子供。
学校の科目は体育が得意な反面、算数と漢字は大の苦手。長い髪の毛を思い切り後ろへ括り上げるヘアスタイルがトレードマーク。ヘナモン達から「ベチャポンテン」というヘナモンに間違えられることが多い。ニックネームの「カスミン」は、後述の龍之介が名づけた。
龍之介（りゅうのすけ）
声 - 黒田弥生
霞家に預けられている子供のヘナモンで、ヘナモン界の全てを司る龍王の息子。超がつくほどのわがままで、いつもいたずらをしてカスミを困らせているが、下宿しているカスミを実の姉か母親のように慕っている。必殺技は龍ちゃんボンバー、龍ちゃんキック、龍ちゃんウェーブなど。タツノオトシゴに変化したり、水を自由に操れる力がある。

### 霞家
霞 仙左右衛門（かすみ せんざえもん）
声 - 飯塚昭三
ヘナモン界の名家「霞家」の家長。ヘナモン事典を作成することを生業としている。とても頑固で、大の人間嫌いではあるが、実際は愛情に満ち溢れた優しき父である。また、妻の桜女には頭が上がらなず、姪の蝶子（声 - 玉川紗己子）には甘い。カスミとは何かにつけて衝突してばかりいるが、カスミの作った御飯を「まずい、まずい」と言いながらもいつも残さずに食べている他、参観日に出向いたこともある。カスミに開くものを託したり、留守を頼んだりと（ただし、なにかしたら霞に変えるという脅迫付）信用していることやカスミの話はきちんと聞いている。また、仙太郎のためのアトリエがあったり、蘭子のために衣裳部屋があったりすることから意外に親バカだったりする。霞に変化することができ、旗色が悪くなると「雲を霞と」逃げ去る。
霞 桜女（かすみ さくらめ）
声 - 佐久間レイ
仙左右衛門の妻。とても上品でのんびりした性格。長刀が得意だが、家事は超不得意。料理しようとして長刀を持ってきたほどである。「桜」に関連する商品（桜ごはん、桜クッキーなど）を大量に注文し、霞家全員を苦難に陥れたこともあるが、本人は全く意に介さない。桜吹雪を巻き起こすことができる。
霞 仙太郎（かすみ せんたろう）
声 - 櫻井孝宏
霞家の長男で、いつもわけの分からないものを創っている前衛芸術家。恥ずかしがり屋で無口だが、熱い情熱を胸に秘めている。後述のマサエ先生のことが好き。仙左右衛門に妨害されながらも、メリーゴーラウンドを完成させるほどの根性の持ち主。髪の毛から綿菓子を作り出すことができる。
霞 蘭子（かすみ らんこ）
声 - 根谷美智子
霞家の長女で、仙太郎の妹。結婚をしていたが、ひと月もせずに離婚して霞家に戻ってきた。時にはカスミやその友達にお姉さん風を吹かせたりすることもあるが、実際は「ベチャポンテン」と呼びこき使っている上に龍之介と同じくらいわがままで、カスミが人間ということもあって嫌悪感を抱いている様子もあるが、カスミに危機が起きたときは動揺している。また、酔うと人が変わったように善い人になってしまう。カスミの泣き所である右脇腹（へのくすぐり）をいち早く見抜いた鋭い眼力の持ち主でもある。植物を操ることができる。父の右衛門とは不仲で、やや冷遇されている。
ハニワ夫人（ハニワふじん）
声 - 橘U子
埴輪のヘナモン。通称「おハニさん」。霞家の使用人だったが、結婚して退いた。しかし、いつも霞家にやってきてはカスミに小姑のように口を出す。口癖は「なのだワ」。必殺技はハニワボンバー（カスミによると「龍ちゃんボンバーのもっとすごいの」）。
なお、ハニワ夫人の夫（夫人いわく「ダーリン」）はついに登場しなかった。
ポトポット
声 - 中村大樹
電気ポットのヘナモン。ペンギンにそっくりだが、お湯を沸かすのが得意。明るく陽気な、時にはデリケートなヘナモン。第1シリーズ6話「ポトポット、悩む」では、霞家全員のお茶の好みが違うため入れ方がわからずに悩んでしまいお湯が沸かせなくなってしまった。しかし、あらいさんのヘナモンヒーリングによりこれは解消された。
あらいさん
声 - 梅津秀行
たわしのヘナモン。食器洗いが大好き。ヘナモン大学のドクターコースを出たインテリで、ヘナモンヒーリングが得意。彼のヒーリングはヘナモンには効果的だが、人間が受けると悶絶地獄を味わうことになる。いつも片手にタンバリンを持っている。頭のたわしは取り外しも可能。かえでの双子の妹ルナ・ナルからは、「マツキチ」と呼ばれ、おもちゃ代わりにされている。
デジガメ
声 - 藤原啓治
デジタルカメラのヘナモン。亀にそっくりで、「 - であります！」という軍隊口調で話す。写真を撮るのが得意で、いつもカスミのシャッターチャンスを狙っている。例えカスミが蟻地獄に飲み込まれそうになったときでもお構いなく写真を撮る。
チン太郎（チンたろう）
電子レンジのヘナモン。いつも「チン！」としかしゃべれないが、何でも温められる。そのため、カスミのパソコンをチンしてしまい壊してしまう。また、どんな所でもコンセントを出すことができる。一度だけユリの家に滞在した時もあった。
ぬれぞうきん
声 - 櫻井孝宏
雑巾のヘナモン。雑巾を自在に操ることができ、汚れているところを見ると雑巾の血が騒ぐのか掃除せずにはいられなくなる。少し臆病な性格。
プリン太次郎（プリンたじろう）
声 - 河口博
プリンタのヘナモン。普段は何もしゃべることができないが、一度だけ言葉を口にしたことがある。ただし、これはコンピュータウイルスに感染した時に生じたバグであり、話せるようになったのはいいが性能・性格ともに悪くなった。デジガメの撮った写真をプリントアウトするのが得意。ガムのヘナモンと戦った時に最も活躍した。デジガメと共にヘナモン芸術界に名を残すのが夢らしい。型番はPT-2600。
白樺マリ子
声 - 佐久間レイ
木のヘナモン。霞家の森に住んでいる。

### 霞小学校
大河原 マサエ（おおがわら マサエ）
声 - ならはしみき
カスミが通う霞小学校の教師。生徒からは「マサエ先生」と呼ばれている。4年3組（カスミのクラス）の担任で、いつもジャージを着てホイッスルを首にぶら下げている。元気で明るい性格だが、少々おっちょこちょい。というより、天然そのもの、そして細かいことは全く気にしない。
榊原 かえで（さかきばら かえで）
声 - 池田千草
カスミのクラスメイト。とても元気で明るい少女。そばかすがチャームポイント。カスミに負けないくらい料理が上手で、手先が器用。プラモデルを作るのが趣味だが、女の子らしいところもある。将来の夢は建築家。シカオをやや嫌っている。
阿部 ユリ（あべ ユリ）
声 - 金田朋子
カスミのクラスメイト。おしとやかな少女。後述のシカオのことが大好きで、シカオのことになると普段の大人しい彼女からは想像できないような行動力を発揮する。お豆腐が大好物。将来の夢は看護師になること。
山田 コアラ（やまだ コアラ）
声 - 中村大樹
カスミのクラスメイト。とてもおっとりとした性格の少年。笑いのツボがとても浅い。手先は器用だが、今ひとつセンスに欠ける面もある。将来の夢は電車の運転手になること。
土御門 シカオ（つちみかど シカオ）
声 - ならはしみき
カスミのクラスメイト。ちょっと変わった少年で、いつもヘナモンのことを調べようと嗅ぎ回っている。自称ヘナモン道士。父親は土御門豆腐店を経営していて、とてもおいしいと評判。シカオは3代目。将来の夢はサッカー選手とヘナモン道士。

### 霧家
霧野 霧彦（きりの きりひこ）
声 - 斎賀みつき
霞家のライバル「霧家」の御曹司。突然霞小学校に転校してきた。理由は霞家の者が人間の学校に来ているのなら、自分も父親には内緒で来ても大丈夫だと考えたから。そのため始めの頃はカスミを霞家のヘナモンだと勘違いしていたり、人間たちのことを嫌悪していたりするが、少しずつ理解を深めていった。
スラリと伸びた細身の長身にクールで精悍な面持ちに加え、勉強、運動共に万能でクラスの女子に絶大な人気がある。カスミが恐らく初めて異性として意識した相手でもある。ヘナモンとしての能力は物体を霧に変えられる以外の力は未知数。カスミに対して少なからぬ好意を抱いているようである。
冬田 雪乃（ふゆた ゆきの）
声 - 進藤こころ
霞小学校（カスミの隣のクラス）に転校してきた謎の美少女。その正体は霧家のヘナモンで、霧彦のいとこ。とてもプライドが高く、当初は霧彦をたぶらかした悪女だと思い、カスミに対して憎悪を持っていたが、様々な出来事を共有するうちに和解する。雪や氷を操ったり、物を凍らせることができる。
マシロ
声 - 斎賀みつき
モモンガのヘナモンで、雪乃のしもべ。空を飛んでカスミに挑戦状を届けたりする。オツムはちょっと弱いようである。
霧間 晴夫（きりま はるお）
声 - 江原正士
霧家の強硬派の筆頭者。カスミの「開くもの」を狙う。

### 龍之介の関係者
龍王（りゅうおう）
声 - 森田順平
ヘナモン界の全てを司るヘナモンの王様。龍之介の父親。人間界とヘナモン界を行き来して、視野を広く持たせるために龍之介を霞家に委ねた。
龍王妃（りゅうおうひ）
声 - 潘恵子
龍王の王妃で龍之介の母親。とても優しく、いつも龍之介のことを案じている。
風神（ふうじん）
声 - 中村大樹
風を司るヘナモン。仙左右衛門の部下で龍王に仕えている。ヘナモン能力はかなりものがあるが、蘭子にいいようにこき使われている。見た目はイカツイが、とても優しい。
雷神（らいじん）
声 - 梅津秀行
雷を司るヘナモン。風神と同様に仙左右衛門の部下であり、龍王に仕えている。かなりの能力があるが、やはり彼も蘭子にこき使われている。ヘナレーダーが搭載されたバイクを愛用。

### ヘナモン保育園
コーン
声 - 池田千草
龍之介が通うヘナモン保育園の園児。道路工事で使うパイロンのヘナモン。いたずら好きで、分身の術を使える。
ソケット
声 - 根谷美智子
ヘナモン保育園の園児。名前の通り、ソケットのヘナモン。物を大きくすることができる。とても泣き虫な男の子。大泣きすると凄まじい落雷を落としてしまう。
オニコ
声 - 斎賀みつき
ヘナモン保育園の園児。鬼のヘナモン。ちょっと生意気だが、しっかりした性格。ドンちゃんの顔を叩いて雷を起こすことができる。雷神の姪。
ドンちゃん
声 - 佐久間レイ
ヘナモン保育園の園児。太鼓のヘナモン。いつもケラケラ笑っているお調子者。顔をたたいて雷を起こすことができる。雷神の甥。

### その他のキャラクター
帽子男（ぼうしおとこ）
声 - 藤原啓治
大きな帽子をかぶった謎のヘナモン。いつも棒がついた飴玉をくわえている。カスミの前に現れては「開くもの」と呼ばれている鍵を奪い取ろうとするが、その一方で時にはカスミを助けたりと、いい奴なのか悪い奴なのか分からないところがある。雪乃の手下になったこともある。
ベチャポンテン
名前のみ登場するヘナモン。姿や能力は不明。カスミがよくベチャポンテンに間違えられる。
ドグウちゃん
声 - 釘宮理恵
土偶のヘナモンで、ハニワ婦人の姪。アイドルを目指すことを両親に反対されて霞家に家出してきた。当初はものすごく音痴でダンスも下手だった。霞家での猛特訓に弱音を吐くこともあったが、カスミに活を入れられたためにあきらめずに努力した結果、歌もダンスも見違えるほどうまくなった。
榊原 ルナ（さかきばら ルナ）
声 - 佐久間レイ
かえでの双子の妹。おてんばで、超がつくほどのイタズラ好き。あらいさんを「マツキチ」と呼びおもちゃ代わりにした。
榊原 ナル（さかきばら ナル）
声 - 根谷美智子
かえでの双子の妹。ルナと同じく、おてんばで超イタズラ好き。顔がシカオに似ている。
三つ編み猫（みつあみねこ）
声 - 冨永みーな
「開くもの」によって封印されていた、「ヘナモンでも人間でもない」存在。外見は巨大な三毛猫だが、名前どおり尻尾が三つ編みになっている。
ヘナモンや人間の心にある夢や希望の珠『心珠（こころだま）』を食べてしまう恐ろしい力をもち、心珠を食べられてしまったものはすべてがどうでもよくなってしまう。また、霧家の軍船を一蹴するほどの戦闘力を持ち、龍王でさえ「敵に回すと厄介」程度の扱い。
とても気まぐれかつ毒舌家で、尻尾の三つ編みがほどけると憤慨するが、カスミが三つ編みを編み直して怒りを静めてから、カスミのことが気に入った様子。

## スタッフ
- 監督 - 本郷みつる
- シリーズ構成 - 吉田玲子
- キャラクター原案 - 伊藤有壱
- ヘナモン指南 - 荒俣宏
- キャラクターデザイン - 馬越嘉彦
- 総作画監督 - たかはしひでき
- セットデザイン（美術設定） - 湯浅政明
- 美術監督 - 高橋久嘉
- 色彩設定 - 大関たつ枝
- 音響監督 - 明田川進
- 音楽 - 周防義和
- 音響効果 - 伊藤道廣 (サウンドリング)
- ビデオ編集 - 東京現像所
- プロデューサー - 松本寿子
- アニメーションプロデューサー - 奥野敏聡、神田修吉
- 制作統括 - 平田豊子→瀬川忠之→菅乙彦、吉國勲→植原智幸
- アニメーション制作 - オー・エル・エム
- 共同制作 - NHKエンタープライズ21
- 制作・著作 - NHK

## 主題歌
オープニングテーマ「虹色の砂時計」
作詞 - 山川啓介 / 作曲 - 船村徹 / 編曲 - 蔦将包 / 歌 - 由紀さおり、安田祥子
エンディングテーマ「星が歌った物語 〜ポロ兄ちゃんとタンちん君〜」
原案 - 船村徹 / 作詞 - 山川啓介 / 作曲 - 船村徹 / 編曲 - 蔦将包 / 歌 - 由紀さおり、安田祥子

## 各話リスト
| 話数        | 放送日          | サブタイトル                 | 脚本        | 絵コンテ     | 演出        | 作画監督            |
| 第1シリーズ | 第1シリーズ     | 第1シリーズ                  | 第1シリーズ | 第1シリーズ  | 第1シリーズ | 第1シリーズ         |
| ----------- | --------------- | ---------------------------- | ----------- | ------------ | ----------- | ------------------- |
| 1           | 2001年 10月13日 | カスミ、霞家に来る           | 吉田玲子    | 本郷みつる   | 本郷みつる  | 佐藤道雄            |
| 2           | 10月20日        | 蘭子、帰る                   | 吉田玲子    | 井硲清高     | 井硲清高    | 中田正彦            |
| 3           | 10月27日        | カスミ、学校へ行く           | 吉田玲子    | 小林智樹     | 小林智樹    | 松本卓也            |
| 4           | 11月3日         | カスミ、保母さんになる       | 吉田玲子    | 難波日登志   | 小原正和    | 松岡秀明            |
| 5           | 11月10日        | マサエ先生、家庭訪問する     | 吉田玲子    | 大宅光子     | 佐々木皓一  | 日高真由美          |
| 6           | 11月17日        | ポトポット、悩む             | 吉田玲子    | 井硲清高     | 井硲清高    | 中田正彦            |
| 7           | 11月24日        | カスミ、メールを送る         | 吉田玲子    | 志村錠児     | 志村錠児    | 三浦悦子            |
| 8           | 12月1日         | 龍ちゃん、寂しくなる         | 小中千昭    | 本郷みつる   | 小原正和    | 赤尾良太郎          |
| 9           | 12月8日         | カスミ、モテる               | 吉田玲子    | 小原正和     | 小原正和    | 佐藤道雄            |
| 10          | 12月15日        | カスミ、へなへな祭りへ行く   | 吉田玲子    | 今沢哲男     | 小高義規    | 船塚純子            |
| 11          | 12月22日        | シカオ、ハワイへ行く         | 吉田玲子    | 佐々木皓一   | 佐々木皓一  | 日高真由美          |
| 12          | 12月29日        | カスミ、ちょっとドキドキする | 小中千昭    | 小林智樹     | 小林智樹    | 松岡秀明            |
| 13          | 2002年 1月5日   | カスミ、とってもドキドキする | 小中千昭    | 西村博之     | 宍戸淳      | 白戸理徳 海老原雅夫 |
| 14          | 1月12日         | 龍ちゃん、いばる             | 池田眞美子  | 井硲清高     | 井硲清高    | 中田正彦            |
| 15          | 1月19日         | 仙太郎、先生になる           | 吉田玲子    | 志村錠児     | 志村錠児    | 井坂純子            |
| 16          | 1月26日         | カスミ、新聞をつくる         | 池田眞美子  | 井硲清高     | 山口美浩    | 赤尾良太郎          |
| 17          | 2月2日          | ヘナモン、けんかする         | 吉田玲子    | 小原正和     | 小原正和    | 松本卓也            |
| 18          | 2月9日          | 霞家、呪われる               | 吉田玲子    | 佐々木皓一   | 佐々木皓一  | 日高真由美          |
| 19          | 2月16日         | ヘナモン、バザーに行く       | 池田眞美子  | 小林智樹     | 小林智樹    | 松岡秀明            |
| 20          | 2月23日         | カスミ、ねらわれる           | 吉田玲子    | 井硲清高     | 井硲清高    | 中田正彦            |
| 21          | 3月2日          | モアイさん、来る             | 池田眞美子  | 錦織博       | 宍戸淳      | 玉井公子            |
| 22          | 3月9日          | 龍ちゃん、いたずらする       | 笠原邦暁    | 志村錠児     | 志村錠児    | 井坂純子            |
| 23          | 3月16日         | カスミ、尾行する             | 小中千昭    | 山口美浩     | 山口美浩    | 海老原雅夫          |
| 24          | 3月23日         | カスミ、扉を開く             | 吉田玲子    | 本郷みつる   | 小原正和    | 小川浩司            |
| 25          | 3月30日         | カスミ、扉を閉める           | 吉田玲子    | 本郷みつる   | 本郷みつる  | 赤尾良太郎          |
| 26          | 4月6日          | 霞家、春を呼ぶ               | 吉田玲子    | 井硲清高     | 井硲清高    | 中田正彦            |
| 第2シリーズ |                 |                              |             |              |             |                     |
| 1           | 2002年 10月5日  | ヘナモン、走る               | 笠原邦暁    | 佐々木皓一   | 佐々木皓一  | 日高真由美          |
| 2           | 10月12日        | カスミ、キャンプをする       | 池田眞美子  | 鎌倉由実     | 本郷みつる  | 倉嶋丈康            |
| 3           | 10月19日        | ドグウちゃん、アイドルになる | 笠原邦暁    | 小原正和     | 小原正和    | 松岡秀明            |
| 4           | 10月26日        | あらいさん、連れ去られる     | 笠原邦暁    | 志村錠児     | 志村錠児    | 長岡みどり          |
| 5           | 11月2日         | 桜女、たたかう               | 吉田玲子    | 福島利規     | 宍戸淳      | 玉井公子            |
| 6           | 11月16日        | 霞家学校へ行く               | 池田眞美子  | 山口美浩     | 山口美浩    | 海老原雅夫          |
| 7           | 11月23日        | 帽子男、企む                 | 笠原邦暁    | 井硲清高     | 井硲清高    | 中田正彦            |
| 8           | 11月30日        | 帽子男、困りはてる           | 笠原邦暁    | 小林智樹     | 小林智樹    | 赤尾良太郎          |
| 9           | 12月7日         | カスミ、もうける             | 吉田玲子    | 佐々木皓一   | 佐々木皓一  | 日高真由美          |
| 10          | 12月13日        | カスミ、家出する             | 池田眞美子  | 志村錠児     | 志村錠児    | 長岡みどり          |
| 11          | 12月21日        | プリン太次郎、しゃべる       | 笠原邦暁    | 佐々木和宏   | 本郷みつる  | 高橋英樹            |
| 12          | 12月28日        | ポトポット、パパになる       | 吉田玲子    | 鎌倉由実     | 鎌倉由実    | 松本卓也            |
| 13          | 2003年 1月4日   | 仙太郎、つくる               | 吉田玲子    | 井硲清高     | 井硲清高    | 中田正彦            |
| 14          | 1月11日         | あらいさん、家庭教師になる   | 池田眞美子  | 井硲清高     | 小原正和    | 松岡秀明            |
| 15          | 1月18日         | ハニワ夫人、荒れる           | 笠原邦暁    | 山口美浩     | 山口美浩    | 海老原雅夫          |
| 16          | 1月25日         | 蘭子、張り合う               | 笠原邦暁    | 佐々木和宏   | 西村博昭    | 青山正宣            |
| 17          | 2月1日          | カスミ、しゃべりまくる       | 吉田玲子    | 小原正和     | 小原正和    | 赤尾良太郎          |
| 18          | 2月8日          | 霧彦、海へ行く               | 池田眞美子  | 鎌倉由実     | 鎌倉由実    | 松本卓也            |
| 19          | 2月15日         | カスミ、へこむ               | 本郷みつる  | 志村錠児     | 志村錠児    | 長岡みどり          |
| 20          | 2月22日         | ヘナモン、勝負する           | 笠原邦暁    | 井硲清高     | 井硲清高    | 中田正彦            |
| 21          | 3月1日          | 霧彦、ちょっと仲間になる     | 吉田玲子    | 佐々木皓一   | 佐々木皓一  | 日高真由美          |
| 22          | 3月8日          | モモゾウ、さまよう           | 笠原邦暁    | 小林智樹     | 小林智樹    | 松岡秀明            |
| 23          | 3月15日         | 霞家、われる                 | 池田眞美子  | 鎌倉由実     | 鎌倉由実    | 松本卓也            |
| 24          | 3月22日         | ドグウちゃん、お姫様になる   | 笠原邦暁    | 佐々木和宏   | 西村博昭    | 海老原雅夫          |
| 25          | 3月29日         | カスミ、ヘナモンになる       | 池田眞美子  | 小原正和     | 小原正和    | 赤尾良太郎          |
| 26          | 4月5日          | カスミ、さよならする         | 吉田玲子    | 志村錠児     | 志村錠児    | 長岡みどり          |
| 第3シリーズ |                 |                              |             |              |             |                     |
| 1           | 2003年 4月9日   | 雪之、あらわる               | 吉田玲子    | 本郷みつる   | 井硲清高    | 中田正彦            |
| 2           | 4月16日         | 帽子男、手下になる           | 池田眞美子  | 鎌倉由実     | 鎌倉由実    | 松本卓也            |
| 3           | 4月23日         | カスミ、さがす               | 笠原邦暁    | 佐々木皓一   | 佐々木皓一  | 日高真由美          |
| 4           | 4月30日         | カスミ、箱入り娘になる       | 笠原邦暁    | 井硲清高     | 鎌倉由実    | 海老原雅夫          |
| 5           | 5月7日          | カスミ、泳ぐ                 | 吉田玲子    | 小原正和     | 小原正和    | 中村和久            |
| 6           | 5月14日         | カスミ、合体する             | 横谷昌宏    | 本郷みつる   | 本郷みつる  | 高倉佳彦            |
| 7           | 5月21日         | 雪乃、立ちはだかる           | 笠原邦暁    | 志村錠児     | 志村錠児    | 長岡みどり          |
| 8           | 5月28日         | カスミ、命をかける           | 吉田玲子    | 井硲清高     | 井硲清高    | 中田正彦            |
| 9           | 6月4日          | 龍ちゃん、燃える             | 池田眞美子  | 佐々木皓一   | 佐々木皓一  | 日高真由美          |
| 10          | 6月11日         | カスミ、飛ぶ                 | 横谷昌宏    | 鎌倉由実     | 鎌倉由実    | 海老原雅夫          |
| 11          | 6月18日         | ヘナモン、消える             | 笠原邦暁    | 難波日登志   | 西村博昭    | 赤尾良太郎          |
| 12          | 6月25日         | 霞家、ファミレスへ行く       | 池田眞美子  | 小林智樹     | 小林智樹    | 松岡秀明            |
| 13          | 7月2日          | カスミ、霧の者になる         | 吉田玲子    | 志村錠児     | 志村錠児    | 長岡みどり          |
| 14          | 7月9日          | カスミ、仲をとりもつ         | 横谷昌宏    | 佐々木和宏   | 西村博昭    | 中村和久            |
| 15          | 7月16日         | マシロ、裏切る               | 笠原邦暁    | 高橋ナオヒト | 井硲清高    | 中田正彦            |
| 16          | 7月23日         | 龍ちゃん、試される           | 池田眞美子  | 鎌倉由実     | 鎌倉由実    | 海老原雅夫          |
| 17          | 7月30日         | ユリ、チン太郎を飼う         | 横谷昌宏    | 佐々木皓一   | 佐々木皓一  | 日高真由美          |
| 18          | 8月6日          | ドグウちゃん、悪女になる     | 笠原邦暁    | 井硲清高     | 西村博昭    | 中村和久            |
| 19          | 8月13日         | 蘭子、ゆれる                 | 横谷昌宏    | 志村錠児     | 志村錠児    | 長岡みどり          |
| 20          | 8月20日         | カスミ、別荘を建てる         | 吉田玲子    | 佐々木皓一   | 佐々木皓一  | 日高真由美          |
| 21          | 8月27日         | シカオ、デートする           | 横谷昌宏    | 鎌倉由実     | 鎌倉由実    | 赤尾良太郎          |
| 22          | 9月3日          | 雪乃、笑う                   | 笠原邦暁    | 井硲清高     | 井硲清高    | 中田正彦            |
| 23          | 9月10日         | 帽子男、ゼンマイ仕掛けになる | 笠原邦暁    | 本郷みつる   | 西村博昭    | 松岡秀明            |
| 24          | 9月17日         | カスミ、鍵を使う             | 笠原邦暁    | 佐々木和宏   | 鎌倉由実    | 海老原雅夫          |
| 25          | 9月24日         | ヘナモン、攻撃する           | 吉田玲子    | 志村錠児     | 志村錠児    | 長岡みどり          |
| 26          | 10月1日         | 霞家の人々                   | 吉田玲子    | 本郷みつる   | 本郷みつる  | 高橋秀樹            |

## 放送局
| 放送地域    | 放送局              | 放送期間                       | 放送日時                                            | 備考                    |
| 第1シリーズ | 第1シリーズ         | 第1シリーズ                    | 第1シリーズ                                         | 第1シリーズ             |
| ----------- | ------------------- | ------------------------------ | --------------------------------------------------- | ----------------------- |
| 日本全域    | NHK教育テレビジョン | 2001年10月13日 - 2002年4月6日  | 土曜 18:30 - 18:55                                  |                         |
| 日本全域    | NHK教育テレビジョン | 2002年4月13日 - 9月21日        | 土曜 18:30 - 18:55                                  | 再放送                  |
| 日本全域    | NHK教育テレビジョン | 2005年4月8日 - 7月1日          | 金曜 23:00 - 23:50                                  | 再放送 2話連続放送      |
| 日本全域    | BShi                | 2003年8月24日 - 2004年3月14日  | 日曜 07:40 - 08:05                                  | BS放送                  |
| 日本全域    | AT-X                | 2014年5月19日 - 11月10日       | 月曜 21:30 - 22:00                                  | CS放送 リピート放送あり |
| 第2シリーズ |                     |                                |                                                     |                         |
| 日本全域    | NHK教育テレビジョン | 2002年10月5日 - 2003年4月5日   | 土曜 18:30 - 18:55                                  |                         |
| 日本全域    | NHK教育テレビジョン | 2003年10月8日 - 2004年4月17日  | 水曜 19:00 - 19:25（第24話まで） 土曜 18:00 - 18:25 | 再放送                  |
| 日本全域    | NHK教育テレビジョン | 2005年7月8日 - 10月14日        | 金曜 23:00 - 23:50                                  | 再放送 2話連続放送      |
| 日本全域    | BShi                | 2004年3月28日 - 11月21日       | 日曜 07:40 - 08:05                                  | BS放送                  |
| 日本全域    | AT-X                | 2014年11月17日 - 2015年5月13日 | 月曜 21:30 - 22:00（第20話まで） 水曜 22:00 - 22:30 | CS放送 リピート放送あり |
| 第3シリーズ |                     |                                |                                                     |                         |
| 日本全域    | NHK教育テレビジョン | 2003年4月9日 - 10月1日         | 水曜 19:00 - 19:25                                  |                         |
| 日本全域    | NHK教育テレビジョン | 2004年4月24日 - 11月6日        | 土曜 18:00 - 18:25                                  | 再放送                  |
| 日本全域    | NHK教育テレビジョン | 2005年10月21日 - 2006年1月13日 | 金曜 23:00 - 23:50                                  | 再放送 2話連続放送      |
| 日本全域    | BShi                | 2004年11月28日 - 2005年5月29日 | 日曜 07:40 - 08:05                                  | BS放送                  |
| 日本全域    | AT-X                | 2015年5月20日 -                | 水曜 22:00 - 22:30                                  | CS放送 リピート放送あり |

BShiやデジタル教育3などはハイビジョン放送。2006年1月以降は現在まで再放送は行われていないが、2010年12月よりNHKがYouTubeに「NHK番組コレクション」を開設し本作も第1シリーズ全26話が、2010年から2013年まで公式配信されていた。

## 関連商品

### VHS・DVD
- NHKDVD「カスミン」第1巻 - 第7巻

第1シリーズ全話を収録
- NHKビデオ「カスミン」第1巻 - 第13巻

第1シリーズ全話を収録(現在は廃盤)
- DVD-BOX「カスミン愛蔵版」

第2シリーズ全話を収録
- NHKDVD 新『カスミン』第1巻 - 第6巻

「カスミン愛蔵版」の単巻
第3シリーズは現在までソフト化はされていない。
2021年現在、全シリーズのBlu-ray版はリリースされていない。

### CD
- 「カスミン」歌：安田祥子、由紀さおり

OP・ED曲を収録
- 『カスミン』ミュージック・コレクション

サウンドトラックでOP・EDを含む全30曲を収録

### 漫画
このアニメのコミカライズ作品は、あもい潤が手掛けた作品『カスミン』と『新カスミン』、及び八神千歳が小学館『ちゃお』で連載していた作品『おいでよ!ヘナモン世界カスミン』の3種類が存在する。しかし、単行本化されているのは、あもい潤が手がけた作品2種類のみである。あもい潤版作品は、主人公であるカスミンがアニメ版とは異なる視点から描かれている。
発行は日本放送出版協会。
- カスミン 1 （2001年11月1日発売、ISBN 4-14-454075-8）
- カスミン 2 （2001年12月1日発売、ISBN 4-14-454076-6）
- カスミン 3 （2002年2月1日発売、ISBN 4-14-454077-4）
- カスミン 4 （2002年4月1日発売、ISBN 4-14-454078-2）
- 新カスミン 1 （2002年11月1日発売、ISBN 4-14-454079-0）
- 新カスミン 2 （2003年1月1日発売、ISBN 4-14-454080-4）
- 新カスミン 3 （2003年3月1日発売、ISBN 4-14-454081-2）

### その他の関連書籍
- カスミンだいじてん 1 てれび超ひゃっか （2002年9月発売、発行 - 小学館、ISBN 4-09-750697-8）